# Матисівка
Матисівка — село на Закерзонні в Польщі, у гміні Тичин Ряшівського повіту Підкарпатського воєводства. Населення — 1476 осіб (2011).

## Історія
У 1831 році в селі було 74 греко-католики, які належали до парафії Залісє Каньчуцького деканату Перемишльської єпархії.
Відповідно до «Географічного словника Королівства Польського» у 1883 році Матисівка належала до Ланцутського повіту Королівства Галичини і Володимирії, мешкало 643 особи, з них 500 римо-католиків, 122 греко-католики і 21 юдей. На той час унаслідок півтисячоліття латинізації та полонізації українці лівобережного Надсяння опинилися в меншості.
На 1 січня 1939 року в селі мешкало 1150 осіб, з них 80 українців-греко-католиків, 1050 поляків та 20 євреїв. Село входило до ґміни Слоцина Ряшівського повіту Львівського воєводства. Українці-греко-католики належали до парафії Залісє Лежайського деканату Перемишльської єпархії. Через свою нечисленність вони не могли протистояти антиукраїнському терору під час та після другої світової війни.
У 1975—1998 роках село належало до Ряшівського воєводства.

## Демографія
Демографічна структура станом на 31 березня 2011 року:
|          | Загалом | Допрацездатний вік | Працездатний вік | Постпрацездатний вік |
| -------- | ------- | ------------------ | ---------------- | -------------------- |
| Чоловіки | 713     | 184                | 472              | 57                   |
| Жінки    | 763     | 180                | 441              | 142                  |
| Разом    | 1476    | 364                | 913              | 199                  |